# Pilot
 For alternative betydninger, se Pilot (flertydig). (Se også artikler, som begynder med Pilot)
En pilot er en person, der styrer en flyvemaskine, helikopter eller andet luftfartøj (kan også bruges om andre slags fartøjer). Piloten sidder typisk i et cockpit.

## Certifikater og rettigheder
For at måtte flyve, kræves først og fremmest et flyvecertifikat. Certifikatet i sig selv er dog ikke nok, da man også skal have lov til at flyve den maskine man nu har tænkt sig at være pilot på. Dette kaldes en typerettighed eller klasserettighed. Populært kan man sige, at certifikatet er et tomt kørekort, mens rettigheden er de slags køretøjer du har lov til at køre.
For små fly er en klasserettighed tilstrækkeligt til at flyve en lang række af samme type fly. F.eks. kan man flyve de to populære fly Piper PA-28 og Cessna C172 på samme klasserettighed, da de er meget ens i håndteringen og instrumenteringen. Det er selvfølgelig stadig pilotens ansvar at sætte sig helt ind i hvert flys karakteristika og håndbog og være i stand til at flyve det fuldkommen sikkert!
Større fly bliver hurtigt meget avancerede, og det kræver derfor en særlig uddannelse på hver enkelt type for at få tilladelse til at være pilot på denne. Dette kaldes typerettighed.
Ud over certifikat og rettigheder skal piloten have et radiobevis, for at måtte tale over radioen i flytrafik.

## Certifikat kategorier
| Forkortelse | Betydning                    | MTOW*       | Max Passagere |
| ----------- | ---------------------------- | ----------- | ------------- |
| CPL         | Erhvervs Pilot Licens        | -           | -             |
| PPL         | Privat Pilot Licens          | 5700Kg      | -             |
| LAPL        | Light Aircraft Pilot License | 2000Kg      | 3             |
| UL          | Ultra Light                  | 300/450Kg** | 1**           |

*Maximal vægt ved af gang: Fly+Brandstof+Pilot+Passagere
**der findes et- og tosædet UL flyvere, som har forskellige max vægt.
Dette er en meget forenklet udgave af certifikat kategorierne. Ud over disse findes bl.a. Svævefly, motor svæver, ballon. Samt muligheden for at udvide grundcertifikatet med påbygninger (Ratings), som: multi-engine, instrumentflyvning, mf. 
Hvis man påtænker at tage en licens, skal man derfor gøre sig klart hvad man drømmer om. Selvfølgelig kan man omskole sig til en anden kategori, men ikke alle kategorier har de samme krav til bl.a. teorigrundlaget.

## To-pilots konceptet
Mindre fly kan typisk flyves af en enkelt pilot, mens der i større fly er krav om minimum to piloter. Dette er som sikkerhed for, hvis en af piloterne skulle blive ude af stand til at flyve undervejs, samt lette arbejdet i cockpittet for piloterne ved at dele arbejdet mellem sig. På meget lange distancer kan det endda være nødvendigt med et ekstra hold piloter om bord til at overtage undervejs, da den maksimale flyvetid for den enkelte pilot ellers ville blive overskredet.
I en typisk flyvemaskine vil der være en kaptajn og en styrmand, også kaldet første officer. Kaptajnen har altid ansvaret over hele flyvningen, og har det sidste ord i enhver tvivlssituation. Det er imidlertid oftest sådan, at kaptajnen og styrmanden flyver et stræk hver (ex. den ene ud, den anden hjem). Piloten der ikke flyver (PNF Pilot Non-Flying) assisterer således piloten der flyver PF (Pilot Flying) med at læse checklister, finde oversigter over flyruter og lufthavne og så videre.

## Helbredskrav
Piloten skal også være i besiddelse af en medicinsk godkendelse kaldet en medical, hvori han har en lægelig godkendelse til at kunne operere en flyvemaskine sikkert, eventuelt med de begrænsninger det påkræves.
Kravene er i store træk, medical klasse 1 (til kommerciel flyvning):
- Ikke farveblind
- Må ikke have risiko for epileptiske anfald
- Normal og funktionel hørelse
- Briller tillades indenfor visse grænser (op til +/- 5)
- Balance og motorik testes
- Blodprøver tages
- I bund og grund, om man er sund og rask (gælder også livsstil, overvægt, alkohol m.m.)
- Ny undersøgelse hvert år

Til privatflyvning kan benyttes medical klasse 2, som er mindre restriktiv.